# Waltraud Häupl
Waltraud Häupl (geboren am 10. Jänner 1935 in Wien; gestorben am 26. August 2023 ebenda) war eine österreichische Kunsterzieherin, die drei Standardwerke zur Ermordung von Kindern und Jugendlichen in Österreich durch das NS-Regime – im Rahmen des sogenannten Nationalsozialistischen Rassenhygiene-Programms – verfasste.

## Leben
Häupl absolvierte ein Studium der Malerei, Grafik, Kunstgeschichte und Geschichte an der Universität Wien. Sie unterrichtete bis zu ihrer Pensionierung als Kunsterzieherin an Allgemeinbildenden Höheren Schulen und war in der Erwachsenenbildung tätig. Ende der 1990er Jahre erfuhr sie zufällig, dass ihre kleine Schwester Annemarie Danner in der Jugendfürsorgeanstalt Am Spiegelgrund Opfer der Kindereuthanasie geworden war.

## Werk

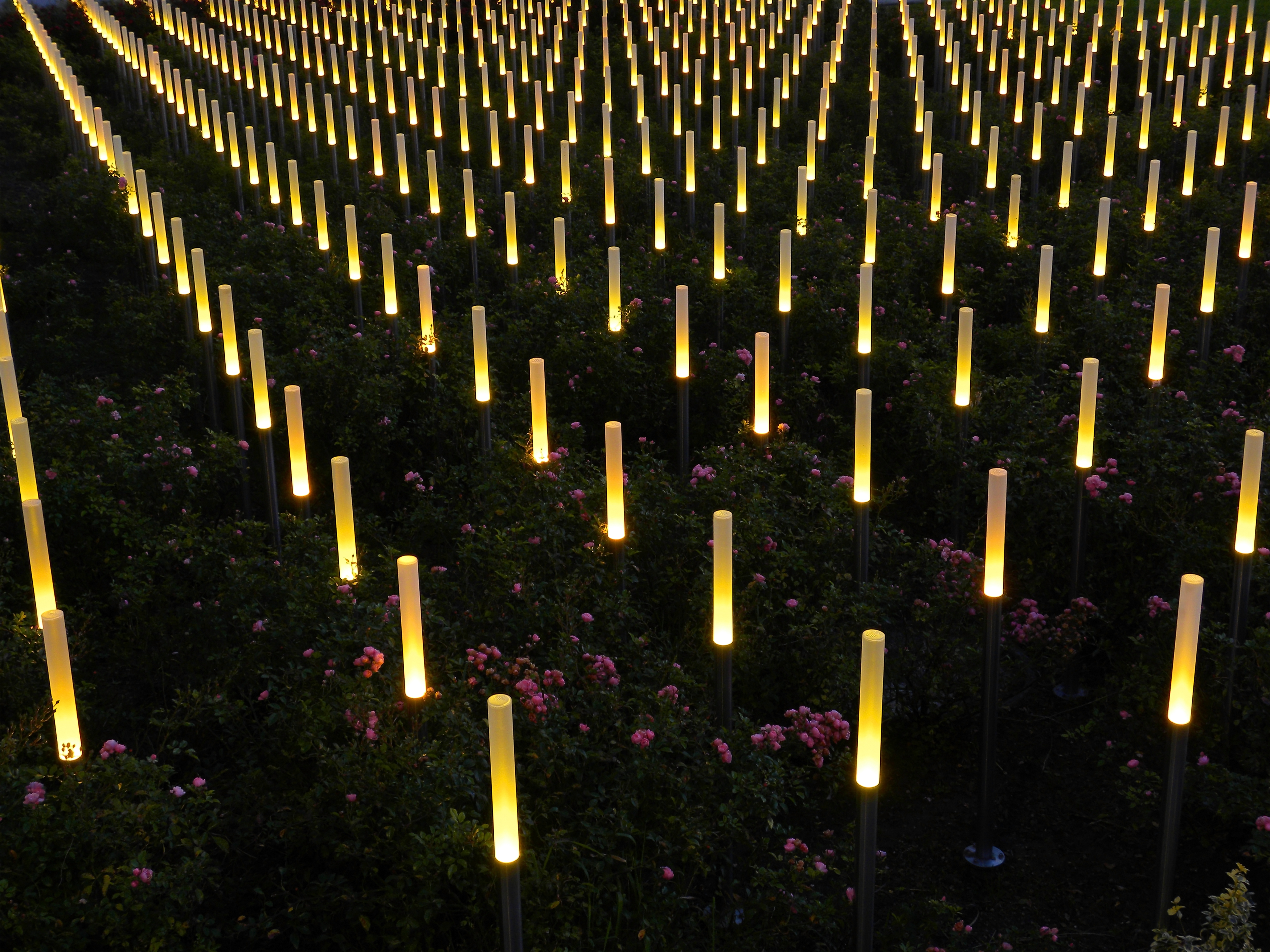
Mahnmal für die Kinder vom Spiegelgrund

„Es herrschte Tötungshoheit in der Jugendfürsorgeanstalt Am Spiegelgrund“, so Waltraud Häupl in ihrer umfassenden Dokumentation über den Anstaltsarzt Heinrich Gross und die Kinder vom Spiegelgrund. Mit diesen Worten begann die ausführliche Würdigung des angesehenen Chirurgen und Menschenrechtlers Werner Vogt des ersten Buches von Waltraud Häupl in der Tageszeitung Die Presse. Vogt bezeichnet es als Kindertotenbuch und fährt fort: „Waltraud Häupl hat, angetrieben von der Gewissheit, dass ihre Schwester Annemarie während des Nationalsozialismus in der Jugendfürsorgeanstalt "Am Spiegelgrund" ermordet wurde, eine umfassende Opferdokumentation zusammengestellt. Sie breitet auf hunderten Seiten hunderte Kinder-Krankengeschichten vor uns aus, die alle nicht mit der Entlassung, sondern dem sicheren Tod endeten.“
Friedrich Zawrel, selbst Insasse am Spiegelgrund, der nur durch Glück und Zufall überlebte, schrieb den Epilog für Häupls Buch. Die Autorin dokumentierte, Fall für Fall, wie Patienten krank gemacht, mit Barbituraten überdosiert wurden, wie dann vorgeblich natürliche Todesursachen – zumeist Lungenentzündung, fallweise Darmentzündung – den Angehörigen übermittelt wurden. Häupl beschrieb auch, wie Gehirne und andere Körperteile in Gläsern konserviert und für vorgeblich wissenschaftliche Forschungen benutzt wurden, auch noch lange nach dem Ende des NS-Regimes. Viele Dokumente wurden vernichtet. Trotzdem gelang es Häupl, 802 Opfer namentlich in ihrem Buch zu nennen. Die Bedeutung ihres Buches über Die ermordeten Kinder vom Spiegelgrund wurde sofort erkannt. In der FAZ rezensierte Hans-Jürgen Döscher, Der Spiegel widmete Buch und Autorin einen ausführlichen Beitrag,
2008 erschien ihr zweites Buch, Ende 2012 ihr drittes, gewidmet 1.066 Opfern im Alter zwischen 26 Tagen und 19 Jahren, die in der Tötungsanstalt im Schloss Hartheim und in der nahegelegenen Heil- und Pflegeanstalt Niedernhart vergast und zu Tode gespritzt wurden. Die Wiener Zeitung resümierte: „Waltraud Häupls neues Buch ist ein ebenso erschütterndes wie wichtiges Dokument über eines der dunkelsten Kapitel des 20. Jahrhunderts, das lange Zeit verdrängt und nahezu totgeschwiegen wurde.“
Die Autorin unterstützte mit ihren biographischen Beiträgen auch die Projekte Stolpersteine Salzburg und Stolpersteine für Wiener Neustadt. Aufbauend auf den von ihr zusammengetragenen und ausgewerteten Krankenakten gestaltete das Wiener Stadt- und Landesarchiv im Jahr 2005 die Ausstellung Kindereuthanasie in Wien 1940-1945 im Gasometer D. Waltraud Häupl war bereits 2002 maßgeblich an der Beisetzung von 600 Urnen und der sterblichen Überreste der Spiegelgrund-Opfer in einem Ehrengrab der Stadt Wien beteiligt. Es war das größte Kinderbegräbnis der Republik Österreich. „Gefordert erstmals 1979, zwei Jahrzehnte verweigert, dann, endlich, von Stadträtin Elisabeth Pittermann durchgesetzt.“
Sie hielt zahlreiche Vorträge zum Thema, besuchte Schulen und stand für Interviews bereit. 1999 erhielt sie eine hohe Auszeichnung des Landes Wien, für ihr jahrelanges kulturelles und soziales Engagement zwischen Österreich und den ehemaligen Ostblockländern.

## Zitat
„Viele der Opfer waren weder „unheilbar krank, noch baten sie um einen ,sanften Tod‘. Sie waren ihren Mördern ausgeliefert und konnten sich nicht wehren gegen Sadismus und blinden Gehorsam. Sie wurden für Gene, die angeblich zu körperlichen oder geistigen Gebrechen führten, verantwortlich gemacht von jenen, die ihre Schmerzen und Ängste hätten lindern oder heilen sollen.““

## Buchpublikationen
- Die ermordeten Kinder vom Spiegelgrund. Gedenkdokumentation für die Opfer der NS-Kindereuthanasie in Wien. Wien, Köln, Weimar: Böhlau Verlag 2006, ISBN 978-3-205-77473-0.
- Der organisierte Massenmord an Kindern und Jugendlichen in der Ostmark 1940–1945. Gedenkdokumentation für die Opfer der NS-Euthanasie. Wien: Böhlau Verlag 2008, ISBN 3-205-77729-8.
- Spuren zu den ermordeten Kindern und Jugendlichen in Hartheim und Niedernhart. Gedenkdokumentation für die Opfer der NS-Euthanasie. Wien, Köln, Weimar: Böhlau Verlag 2012, ISBN 978-3-205-78776-1.

## Artikel (Auswahl)
- „Unter ihrer Obhut ...“ In: Eberhard Gabriel, Wolfgang Neugebauer (Hrsg.): Zur Geschichte der NS-Euthanasie in Wien. Von der Zwangssterilisation zur Ermordung. Böhlau Verlag, Wien/Köln/Weimar 2002, S. 32–39.

## Auszeichnung
- 1999: Goldenes Ehrenzeichen des Landes Wien